# 大久村
大久村（おおひさむら）とは、福島県双葉郡にあった村。

## 概要
現在のいわき市北東部に位置している。
アンモナイトなどの化石が大久川流域を中心に多数見つかることで有名だった。産業は、村内の大久川や小久川流域の平地での農業や、林業が主体であった。村西部の三ツ森渓谷は紅葉時の観光名所となっていた。また村内には古くからの鉱泉が数か所あり、こちらも観光地として知られていた。また昭和の大歌手・霧島昇の出身地である。

## 地理
- 河川：大久川、小久川
- 山：三森山

## 歴史
- 1889年 - 小山田村・小久村が大久村と合併し大久村となる。
- 1966年 - 磐城市・内郷市・常磐市・平市・勿来市・小川町・遠野町・久之浜町・四倉町・川前村・田人村・三和村・好間村との合併によりいわき市が誕生。

## 教育
- 久之浜町・大久村教育組合立久之浜第二小学校

## 交通
大久村域では鉄道路線は通っておらず、高速道路や国道なども通っていなかった。

## 観光
- 三ツ森渓谷
- 入間沢鉱泉
- 谷地鉱泉